# Walther Müller
Walther Müller (Hannover, Njemačka, 6. rujna 1905. – Walnut Creek, Kalifornija, SAD, 4. prosinca 1979.) bio je njemački fizičar poznat na poboljšanju na geigerovom brojaču te zajedničkoj geiger–müllerovoj cijevi.
Müller je studirao fiziku, kemiju i filozofiju na Sveučilištu u Kielu te je 1925. godine postao prvi student doktorskih studija pod mentorstvom Hansa Geigera koji je ondje počeo predavati. Njihov rad na području ioniziranja plinova pri koliziji doveo je do zajedničkog geiger-müllerova brojača, danas neophodne opreme za otkrivanje i mjerenje radioaktivnog zračenja. Oboje su zajedno razvili i geiger-müllerovu cijev.
Fizičar je neko vrijeme predavao na Sveučilištu u Tübingenu dok je ostatak znanstvene karijere u domovini radio kao industrijski fizičar. Završetkom 2. svjetkog rata, u zemlji postaje zabranjeno istraživanje nuklearne fizike zbog čega postaje savjetnik u istraživačkim laboratorijima u australskom Melbourneu. Nakon toga seli u SAD gdje ponovo radi u industrijskoj fizici te osniva vlastitu tvrtku koja se bavi proizvodnjom geiger-müllerove cijevi.

## Vanjske poveznice
- Gerard Ryle, Gary Hughes: "Rocket science", Sydney Morning Herald, 21. kolovoza 1999., News Review, 40. str.